# Prahecq
Prahecq é uma comuna francesa na região administrativa da Nova Aquitânia, no departamento de Deux-Sèvres. Estende-se por uma área de 24,95 km². Em 2010 a comuna tinha 2 240 habitantes (densidade: 89,8 hab./km²).